# 논포리
논포리(일본어: ノンポリ)는 일본에서 쓰이는 영단어「논폴리티컬(nonpolitical)」의 줄임말로, 일본의 학생운동에서 정치운동에 전혀 관심이 없는 것 또는 그러한 사람을 가리킨다.
원래는 1960년대~1970년대 일본 학생운동에 전혀 참가하지 않은 학생들을 가리키는 용어로 쓰였으며, 그러다가 정치에 전혀 흥미를 갖지 않은 사람들만이 아닌, 정치문제에 관심은 있지만 학생운동의 과격화, 분열에 염증을 느끼고 특정 학생운동 분파에 속하는 것을 거부하는 사람들을 포함하는 말로 바뀌었다. 대한민국에서 비슷한 말을 찾자면 대학내 '운동권'과 구분되는 사람들을 지칭하는 비권 정도가 있다.

## 같이 보기
- 전공투
- 야스다 사건
- 비정치주의